# André Gravier
André Gravier, né le 18 mai 1911 à Éloyes (Vosges), mort le 14 novembre 2004 à Nancy (Meurthe-et-Moselle), polytechnicien, est un militaire, résistant (il est Compagnon de la Libération) et ingénieur des travaux publics français.

## Biographie
Issu d'une famille d'ouvriers du textile, André Gravier est pupille de la Nation. Son père ayant été tué dans la Somme en 1916, il devient boursier et peut poursuivre ses études au collège de Remiremont, puis au Lycée Henri-Poincaré de Nancy. Élève brillant, il est bachelier en 1930. Sa mère meurt en 1935.

### Carrière militaire
- 1931-1933 : École polytechnique (France).
- 1933 : sous-lieutenant, officier du Génie.
- 1935 : lieutenant au 32ème bataillon du Génie d'Alger, où il épouse la petite fille du pacha d'Alger Elisa Boulouk descendante d'une famille ottomane de grande notoriété.
- Août 1939 : capitaine commandant une compagnie affectée aux travaux du Génie à Alep (Syrie).

En août 1941, après les combats de Syrie, le capitaine Gravier choisit de s'engager dans les Forces françaises libres du général de Gaulle, aux côtés notamment du commandant Pierre Masson (bientôt chef d'état-major de la 1ère brigade française libre).
À compter de février 1942, il conçoit et réalise le dispositif de défense par mines de Bir Hakeim, selon un plan "à la Vauban".
En l'espèce, ce dispositif est composé de champs de mines très denses, délimitant le périmètre de la position à défendre, et, en avant de celle-ci, de "marais de mines", moins denses mais orientant naturellement l'ennemi vers les zones de concentration de tirs de l'artillerie. Ce plan de défense d'une grande intelligence est l'un des facteurs majeurs expliquant la durée de résistance de la 1ère brigade française libre face à des forces ennemies dix fois plus nombreuses.
Le capitaine Gravier est blessé grièvement au cours de la bataille de Bir Hakeim en juin 1942 par un éclat d'obus. Convalescent, il est décoré de la croix de la Libération par le général de Gaulle à Beyrouth en août 1942. Une fois rétabli, André Gravier rejoint, en mars 1943, près de Tobrouk, la 1re division française libre (DFL), dont il devient le commandant du génie divisionnaire. Après avoir participé aux combats de Tunisie où il se distingue de nouveau, notamment à Takrouna en mai 1943, il est nommé commandant du génie de la 2e DFL (future 2e DB) du général Leclerc. Avec son unité, il débarque en Normandie le 1er août 1944 et prend part ensuite à toute la campagne de France. Après la campagne des Vosges où il mène à bien de difficiles opérations de déminage et de rétablissement des communications, André Gravier est promu au grade de lieutenant-colonel en janvier 1945.

### Dans le civil
Sorti du Val-de-Grâce, en 1945, il quitte l’armée en 1947 à la suite de ses graves blessures. Reconverti en ingénieur civil des travaux publics, il ouvre un cabinet d'ingénieur-conseil à Saint-Étienne-lès-Remiremont (Vosges). Il met ses connaissances au service de la reconstruction, des projets de sa région et de causes humanitaires jusqu'à sa retraite.

### Décès et inhumation
À son décès le 14 novembre 2004, ses cendres sont remises au 13e régiment du génie, au camp du Valdahon (Doubs). Six jours plus tard un hommage lui est rendu au crématorium de Nancy en présence de soldats du 13e bataillon du Génie.

## Œuvres
Il est le précurseur du projet initial de création du lac de Noirgueux,.

### Publications
- Les Sapeurs de Leclerc : le 13e Génie, avec Charles Cholley,  Paris, Charles Cholley, 1982.
- La Vérité sur Bir-Hakeim, Essey-les-Nancy, A. Gravier, 1990.

## Hommages

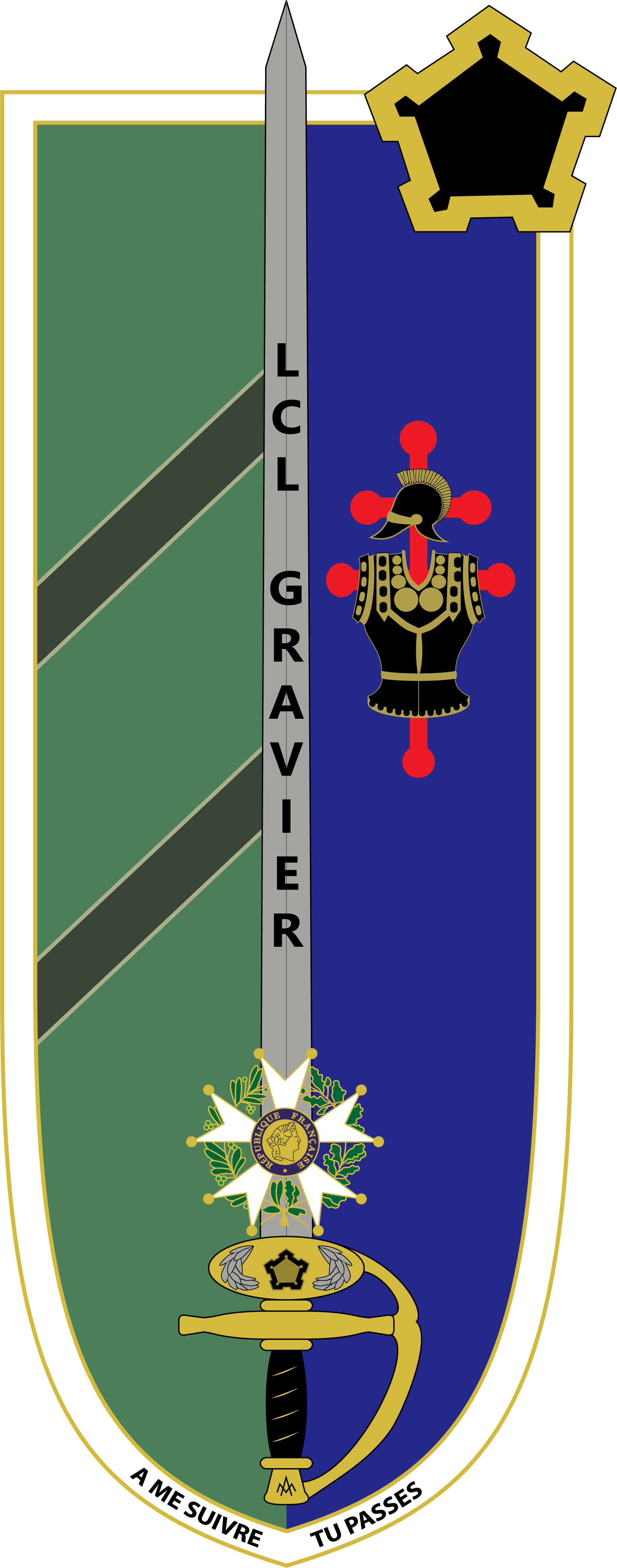
Insigne de la promotion « LCL Gravier» de l'ENSIM

- Son nom et sa photo sont exposés au musée de l'ordre de la libération aux Invalides
- Son nom est donné à la 10e promotion de l'École Nationale Supérieure des Ingénieurs de l'infrastructure Militaire (ENSIM)

## Distinctions
- Commandeur de la Légion d'honneur[7]
- Compagnon de la Libération, par décret du 9 septembre 1942[8],[9]. La croix de la Libération lui est remise par le général de Gaulle[10].
- Croix de guerre 1939–1945 avec 6 citations[11]
- Médaille de la Résistance française[11]
- Croix du combattant volontaire de la guerre de 1939–1945[12].
- Croix du combattant volontaire de la Résistance[11]
- Médaille coloniale avec agrafes, « Bir Hakeim »[13],[14].
- Médaille commémorative des services volontaires dans la France libre[11]
- Insigne des blessés militaires[11]
- Médaille commémorative de Syrie-Cilicie[11]
- Presidential Unit Citation, décoration décernée aux unités des Forces armées des États-Unis[11]
- Chevalier de l'ordre national du Cèdre[11]